# 昭和お好み焼き劇場うまいもん横丁

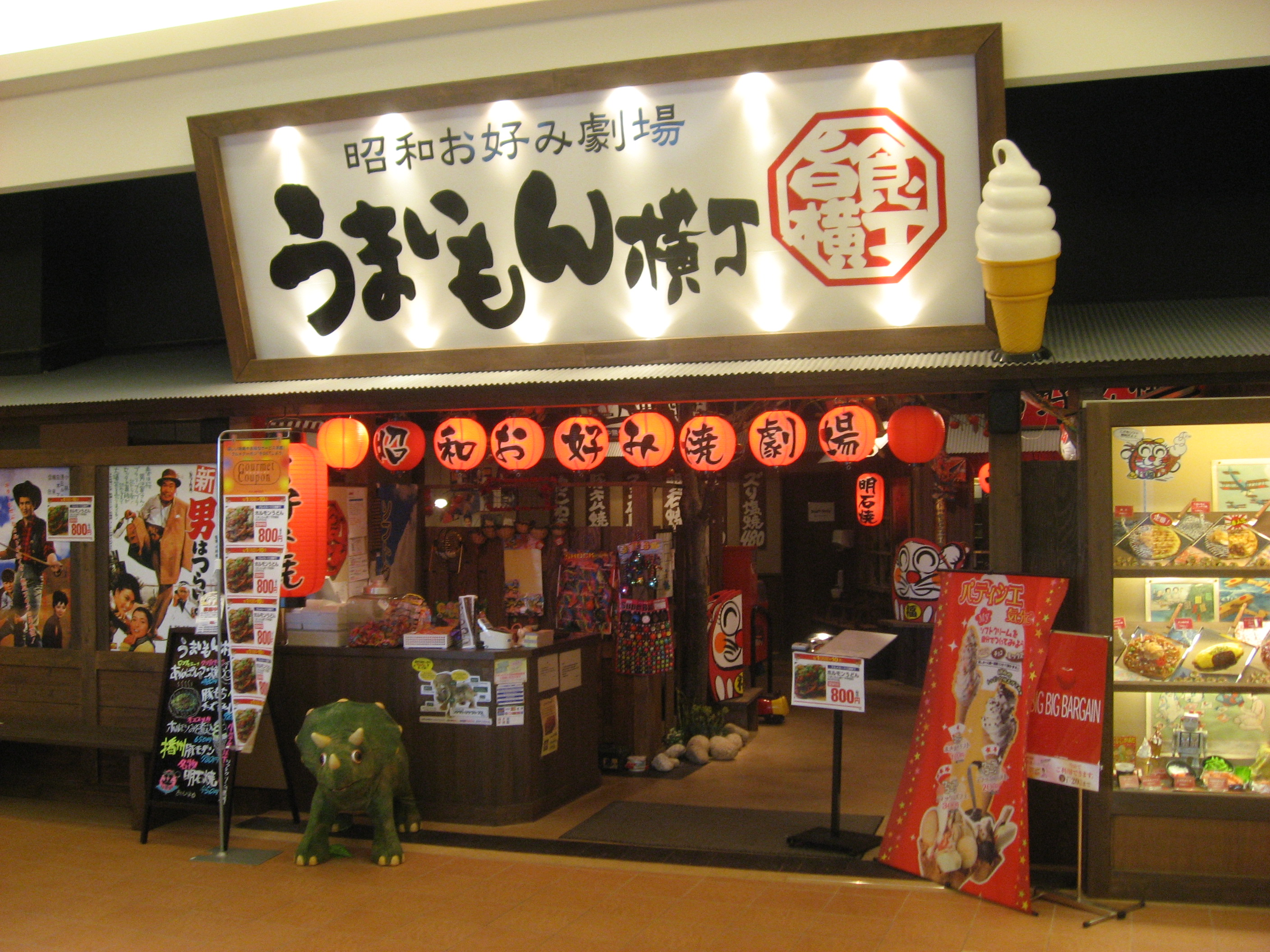
昭和お好み焼き劇場うまいもん横丁加西店

昭和お好み焼き劇場 うまいもん横丁（しょうわおこのみやきげきじょう うまいもんよこちょう）は、日本のお好み焼き、鉄板焼き、居酒屋チェーン店。運営会社は株式会社八角。2023年1月現在、兵庫県下に12店舗を運営している。昭和をテーマにしたユニークな店づくりや、たむらけんじの経営する炭火焼肉たむらとのコラボレーションなども行っている。

## 概要
2003年に、当時八角の代表だった大西敏文が「おいしんぼ」の屋号でお好み焼、鉄板焼と居酒屋を複合させた店舗を企画運営していたが、同時に自社でも同名の屋号を使用し別に1店舗を運営していたものを、屋号の契約上の都合により『お好み焼き鉄板焼き居酒屋 うまいもん横丁』と改名したのが始まり。その後、店舗はすべて『うまいもん横丁』として展開。昭和回帰ブームたけなわであったことから、「昭和っぽい名前」として命名され、内装を昭和40年代の街並みの再現にコンセプトを統一。2007年には高砂店より冠が『お好み焼　鉄板焼居酒屋』から、現在の『昭和お好み焼き劇場』に改称。

## 特徴
昭和回帰、昭和レトロをテーマにすべての店舗の内装を統一。日常を離れて昭和へタイムスリップできる雰囲気作りと子供への気遣いもなされたサービスなど、親子三代で入れる親しみやすい居酒屋をコンセプトとした店づくりが特徴。子供が自分でソフトクリームを作れるような工夫や、昭和の菓子類などを集めた駄菓子コーナーなども設け、客を飽きさせない工夫がなされている。すべての仕込みを店内で行い、厚みのある鉄板で素早く焼くほか、お好み焼きの粉はすべてオリジナル配合で、伝統的に使われているソースも自社で改良を何度も重ねるなど、こだわりがある。
また、メニューボードは通常の本型の四角形ではなく、半円形でテーブル上に置かれたもので、その形がダルマに似ていたため、大西が裏面にダルマの絵を描いてみた。さらにダルマに手を書いたところ、それが面白いと評判を呼び、のちに「招くダルマ」として現在のうまいもん横丁公式キャラクターの「まねきだるまのだるお君」となったという逸話がある。このキャラクターはその後、父母をはじめ計7人のキャラクターにまで増え、貯金箱やうちわ、LINEスタンプなどに使用され「幸運を招くキャラクター」として商品化された。

## メニュー
種類が100種類以上（フードメニューは120種類、ドリンクメニューも100種類）と多く、お好み焼きも多くの創作系メニューを開発。のちのB級グルメブーム以前の開業時より、数多くのご当地グルメを取り入れるなどしている。「自分で巻くソフトクリーム」などものちにカラオケ店でブームとなる以前より導入していた。平日は650円～のランチなどメニューが充実しているほか、宴会メニューもある。
2017年12月4日より、たむらけんじ経営の「炭火焼肉たむら」とのコラボ焼きそばの提供を開始。オリジナル焼きそば麺と「炭火焼肉たむら」公認の中落ちカルビを炒め、たむら特製の焼き肉ダレで味付けした新メニュー。2015年に八角社長の大西慎也がたむらけんじのテレビ番組に出演したことがきっかけで実現した。同メニューは炭火焼肉たむらでもイベント出店時に販売される予定。

### 代表メニュー
- もんじゃ焼（東京都）
- 鶏ちゃん焼（岐阜県飛騨）
- ねぎ焼（大阪）
- そばめし（神戸市長田区）
- 播州モダン焼（薄皮生地のお好み焼き）（神戸市兵庫区～長田区）
- ぼっかけ（神戸市長田区）
- 明石焼（明石市）
- ちゃんぽん焼き（姫路市）[7]。
- ひねぽん（姫路市）
- カキオコ（岡山県備前市）
- ホルモン焼うどん（岡山県津山市）
- 広島焼（広島県）
- 炭火焼肉たむらのお肉が入った牛タレ焼きそば（「炭火焼肉たむら」とのコラボメニュー）

## 店舗
公式サイトを参照。
姫路市、加古川市、小野市、高砂市、三木市、丹波市、たつの市、宍粟市、神崎郡、加西市、加東市に計12店舗。
直営店
- 姫路東店（姫路市四郷町本郷）
- 小野店（小野市神明町字大年前）
- 広畑店（姫路市広畑区高浜町1丁目）
- 高砂店（高砂市緑丘1丁目）
- たつの店（たつの市龍野町堂本）

FC店
- FC三木広野店（三木市志染町広野）
- FC福崎店（神崎郡福崎町西田原）
- FC姫路南店（旧:姫路アメリカ村店）（姫路市飾磨区今在家）
- FC加西店（加西市北条町北条）
- FC加東店（加東市曽我）
- FC加古川別府店（加古川市別府町別府）
- FC丹波店（丹波市柏原町柏原）

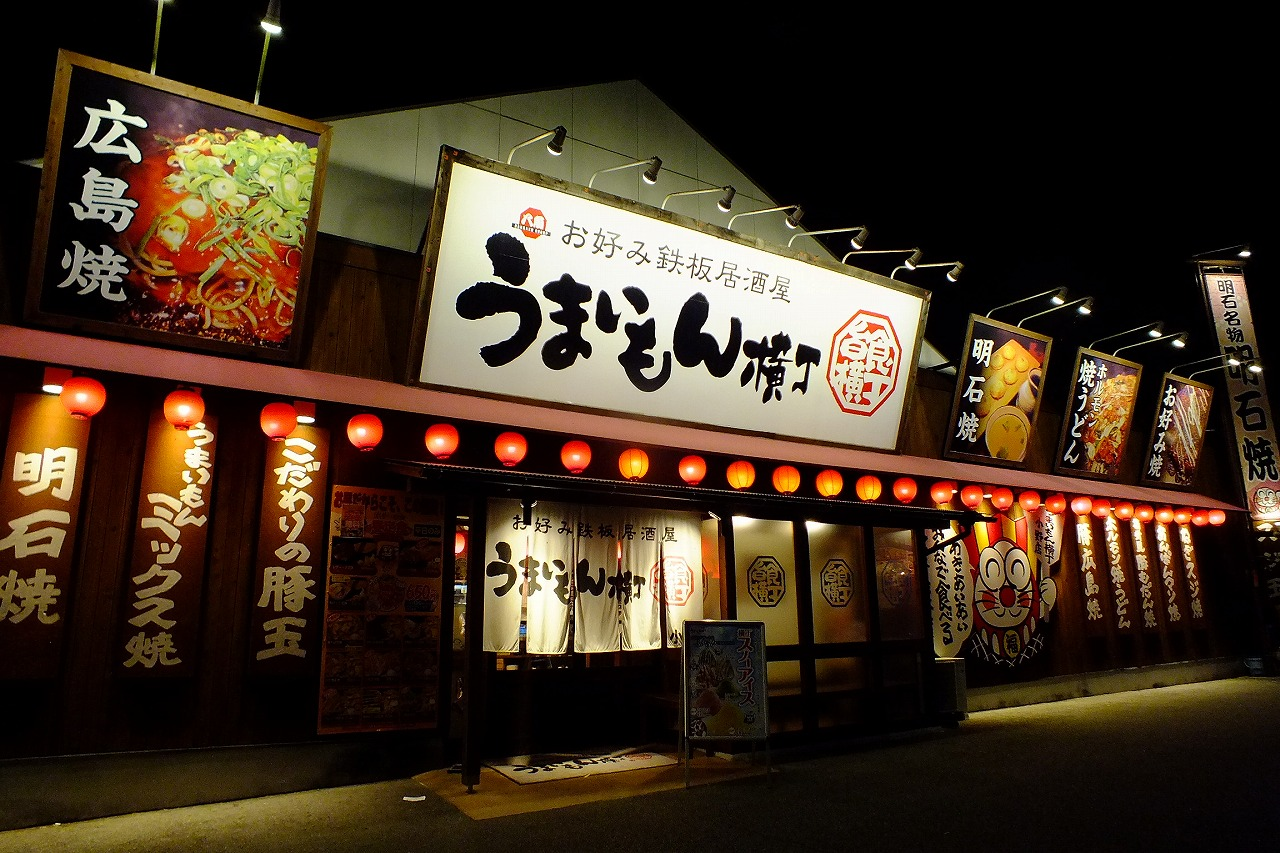
昭和お好み焼き劇場うまいもん横丁 小野店
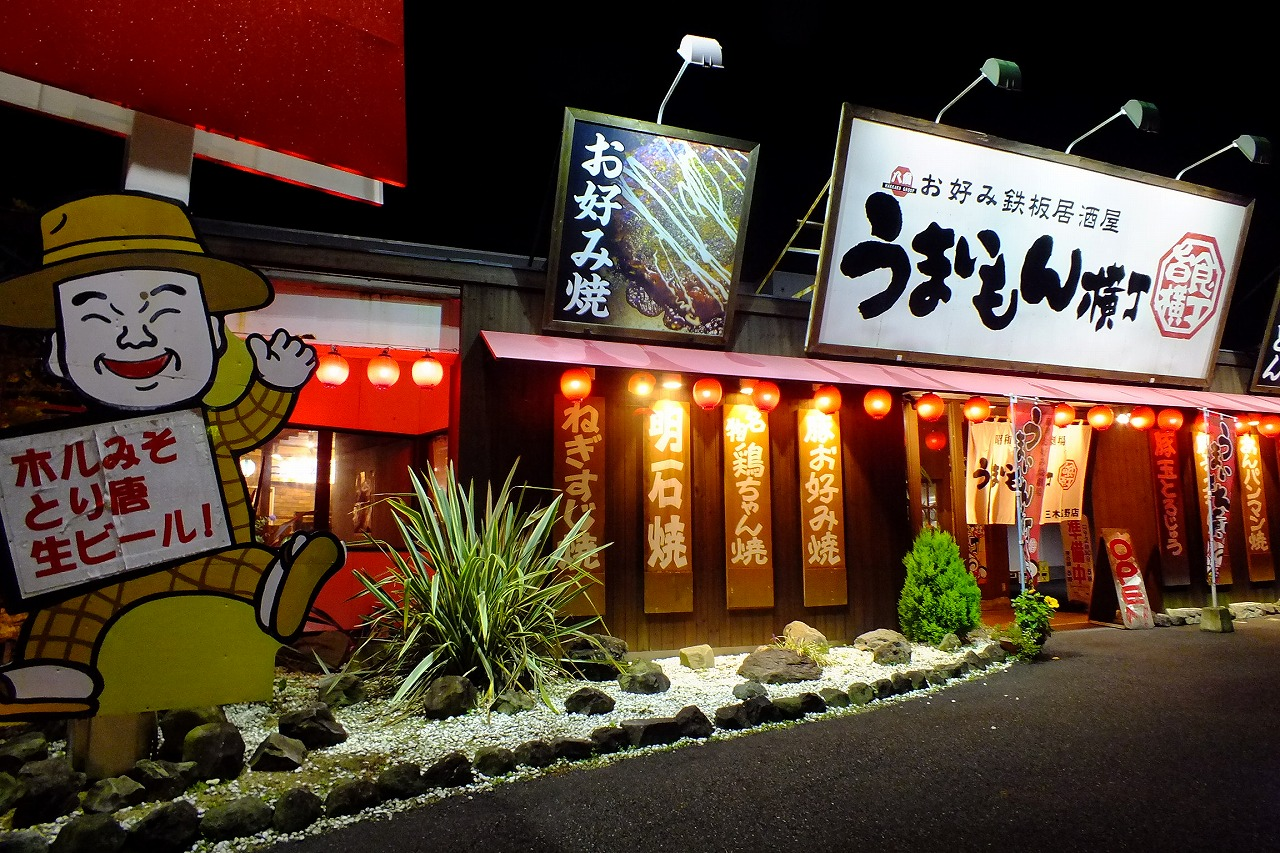
昭和お好み焼き劇場うまいもん横丁 FC三木広野店
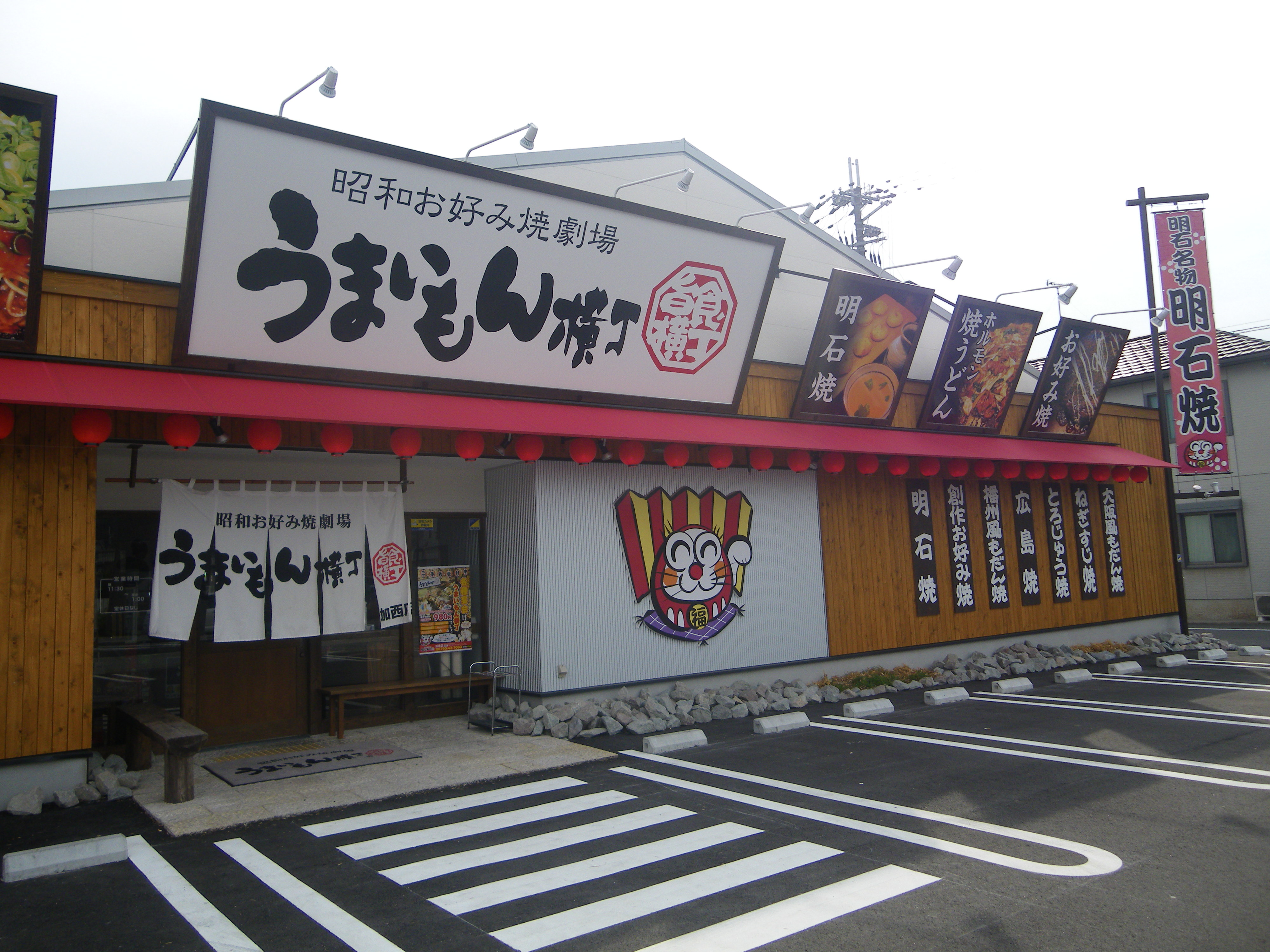
昭和お好み焼劇場うまいもん横丁FC加西店